# Żurż
Żurż – domniemany hospodar Mołdawii w latach 1375–1377.
Miał być synem Stefana Bogdanowicza z pierwszego małżeństwa; starszym przyrodnim bratem Piotra I i Romana I. Miał objąć tron po śmierci swojego stryja Latco.
Jego synami mieli być Juga, hospodar mołdawski w latach 1399–1400, i Iwan.